# カッシーノ
カッシーノ（伊: Cassino）は、イタリア共和国ラツィオ州フロジノーネ県にある都市であり、人口約35,000人の基礎自治体（コムーネ）。
県都フロジノーネに次ぎ、県内第二の人口を有するコムーネである。
郊外にあるモンテ・カッシーノ（カッシーノ山）には、ベネディクト会の著名な修道院 (it:Abbazia di Montecassino) があり、第二次世界大戦の激戦地（モンテ・カッシーノの戦い）としても知られる。

## 地理

### 位置・広がり
フロジノーネ県南東部に位置するコムーネ。ティレニア海岸のガエータから北東へ38km、県都フロジノーネから東南東へ44km、州都ナポリから北北西へ80km、首都ローマから東南東へ120kmの距離にある。

#### 隣接コムーネ
隣接するコムーネは以下の通り。括弧内のCEはカゼルタ県（カンパニア州）所属を示す。
- サンテリーア・フィウメラーピド - 北
- チェルヴァーロ - 東
- サン・ヴィットーレ・デル・ラーツィオ - 東
- ロッカ・デヴァンドロ (CE) - 南東
- サンタポッリナーレ - 南
- ピニャターロ・インテランナ - 南西
- ヴィッラ・サンタ・ルチーア - 西
- テレッレ - 北西

### 気候分類・地震分類
カッシーノにおけるイタリアの気候分類 (it) および度日は、zona C, 1164 GGである。
また、イタリアの地震リスク階級 (it) では、zona 2A (sismicità media) に分類される。

## 歴史
かつてウォルスキ人の共同体カッシヌム (en) が近くにあったが、ローマ人により占領され、以後ローマの都市となった。
歴史的には長らくナポリ王国領の都市で、カンパーニアの古い行政区分であるテッラ・ディ・ラヴォーロ (it:Terra di Lavoro) に含まれていた。両シチリア王国領を経て、1860年にイタリア王国への統一後もテッラ・ディ・ラヴォーロ県に所属していたが、ファシスト政権下に行われた行政区画再編によりフロジノーネ県所属となり、ラツィオ地方に含まれることとなった。
第二次世界大戦時、ローマの南方を防御するドイツ軍の要塞線がカッシーノ周辺に築かれ、1944年にはモンテ・カッシーノの戦いでカッシーノの街は完全に破壊された。現在は、1964年に再建されたモンテ・カッシーノ修道院、カッシーノ大学、フィアットの工場などがこの地にある。

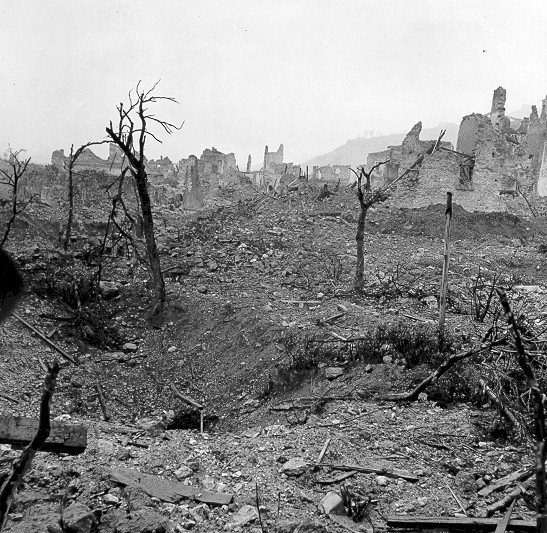
1944年の戦闘で破壊されたカッシーノの街

## 行政

### 分離集落
カッシーノには、以下の分離集落（フラツィオーネ）がある。
- Caira, Montecassino, Monterotondo, San Cesareo, San Michele, San Pasquale, Sant'Angelo in Theodice, Sant'Antonino, San Bartolomeo